# 日本的価値観
日本的価値観（にほんてきかちかん、英語: Japanese values）は、日本の文化において重要であると考えられている文化的目標、信念、行動意識である。

## グローバルな視点
| +1.5 to +0.2 +0.1 to +1.5 +0.5 to +0.1 0 to +0.5 0 | 0 to −0.05 −0.05 to −0.1 −0.1 to −0.15 −0.15 to −0.2 −0.2 to −0.25 | −0.25 to −0.3 −0.3 to −0.35 No available data |

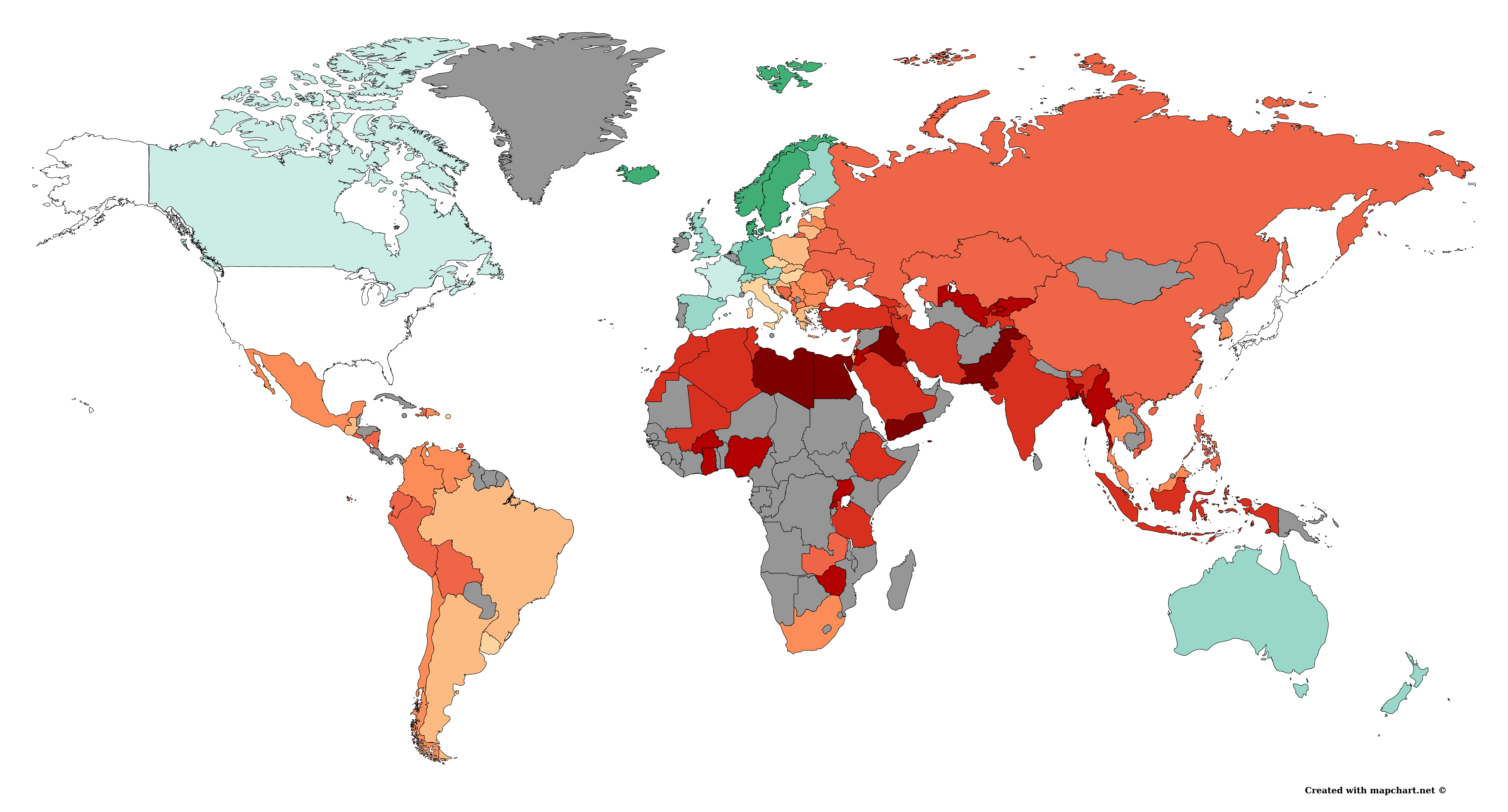
Countries colored according to the difference from Japan on the index of emancipative values.

グローバルな視点で見ると、日本の文化は、中東や北アフリカ、サハラ以南のアフリカ、インド、その他の南アジア諸国、中央アジア、東南アジア、中央アジア、東ヨーロッパ、中央アメリカ、南アメリカなど、他国の文化よりも解放的価値（個人の自由と個人間の平等）と個人主義の点で高いスコアを獲得している。
米国と日本の文化には、同様のレベルの解放的価値観と個人主義がみられるが、西ヨーロッパの文化は、解放的な価値観と個人主義において、日本の文化よりも高いスコアを獲得している。
社会人類学者マイケル・ミンコフが作り上げた柔軟性文化と記念碑的文化の理論によれば、特定の社会は変化への適応と自己改善を強調し（柔軟性文化）、他の社会は伝統と自己安定を優先する（記念碑的文化）。日本の文化は、他国文化よりも柔軟性を重視している。そして世界のすべての主要地域から選択された54の国民文化のサンプルの中で、日本文化は柔軟性指数で1位にランクされた。文化の柔軟性志向は、PISAやTIMSSなどの国際テストOECD生徒の学習到達度調査での学生の教育成果と強く相関している。

## 調査研究の歴史
19世紀後半から20世紀初頭にかけてバジル・ホール・チェンバレン、ジョージ・トランブル・ラッド、パーシヴァル・ローウェルなどの西洋人旅行者の著作は、人気のある言説と学術的な言説の両方で日本の価値観に関する後の考えに影響を与えてきた。
ルース・ベネディクトの1946年の著書『菊と刀』は、その後の日本の価値観に関する肖像や固定観念を形作る上で影響力を強める。人類学においてこの本は罪悪感と恥の文化の区別を広めた。今日でも日本の文化は、上司と部下の階層に基づいており、親しい人との対人関係に重点を置いているように描かれていく。
菊と刀の出版で最高潮に達した研究は、米国と日本が紛争の相反側にあった第二次世界大戦中に行われた。ベネディクトは比較的少数の日系アメリカ人へのインタビューと、戦時中の日本からの文書に頼らなければならなかったというこの状況下が、使用された研究方法論に影響を及ぼしていた。このため、こうした方法論的な問題のために、同書は文化とイデオロギーを区別していないこと、そして信頼できないサンプルに依存していることで批判されてきた。
1970年代に日本の精神分析医である土居健郎は本音と建前、公共表現とプライベート思考や感情間について『甘えの構造』で詳しく著し、日本神話では神々が愛や怒りなどの人間の感情を表している。
日本の子供たちは、人間の充実は他者との密接な関係から生まれることを幼い頃から学ぶ。子どもたちは、家族から始まり、後に近所、学校、遊び場、コミュニティ、会社などのより大きなグループにまで及ぶ、相互依存社会の一部であることを早期に認識する。
他者への依存は人間の状態の自然な部分とされるが、日本ではそれが生み出す社会的義務（義理）の負担が大きすぎて履行できない場合にのみ否定的に見られる。例えば、日本の歴史と文化において非常にデリケートな話題である自殺、学校でのいじめは21世紀初頭に非常に大きな関心事になっていった。

## 教育

集産主義-個人主義と記念碑主義-幼児教育における柔軟性の価値観に従った国。 日本は右上隅にあり、個人主義と柔軟性に傾倒しています。

日本の大人は他国文化のそれよりも自立、個人の責任、忍耐力、想像力などの自己直接性に関連する特性を子供の教育において重要な目標と見なす傾向がある。一方で日本の大人は他国文化の大人と比較して、子供を教育するために価値のある目標として宗教的信仰や服従などの特性を評価するのは低くなっている。子どもの教育の一環として、勤勉や倹約などの実践的価値観や寛容や利他主義などの市民的価値観に日本人の成人に与える重要度は、他国文化の成人が与えるものと同様ではある。
マイケル・ミンコフと彼の共同研究者が世界の主要地域を代表する54か国のサンプルを使用して実施した世界的な調査によると、子供たちは住んでいる文化の一般的な特徴に従っていく。他地域に関連する価値観や規範の文化の違いと同様に、幼児教育の目標に関する文化の違いは、個人主義と集団主義、柔軟性と記念碑主義と呼ばれる2つの指標を形成するという。そして日本の成人は西ヨーロッパを除いて他の文化圏の親よりも子供の教育において個人主義的な特徴がより重要であると考えているということ、状況の変化への適応や自己改善などの柔軟性特性は、研究対象になる他国文化の成人よりも日本人の成人ではより重要事項であると選択される可能性を高く示したという。